# Vormleer (muziek)
Vormleer is een onderdeel van de muziektheorie.
De vormleer in de muziek bestaat uit twee verschillende benaderingen:
- De ontwikkelingen rond wat John Daniskas noemde: de grondslagen voor de analytische vormleer in de muziek, waaronder eveneens de publicaties van Wolfgang Hufschmidt betreffende de semantiek van muziek kunnen worden gerekend;
- De exacte beschrijving van (bestaande) muzikale vormen in een specifieke muziekstijl.

In de popmuziek spreekt men niet zozeer over verschillende vormen, maar eerder over verschillende stijlen.
Sinds de 20e eeuw heeft er een toenemende uitwisseling van compositorische ideeën tussen de verschillende muzikale tradities ter wereld bestaan, waardoor er ook een uitwisseling van vormconcepten heeft plaatsgevonden. Soms werden vormen uit de volksmuziek in de klassieke muziek gebruikt, het beroemdste voorbeeld hiervan is waarschijnlijk de Bolero van Ravel. En deze uitwisselingen waren en zijn wederzijds, zoals de muziek van bijvoorbeeld Ali Farka Touré bewijst. Ook zijn de ontwikkelingen in de jazz onlosmakelijk verbonden met die in de Cubaanse muziek.

## Klassieke muziek
- Duet
- Canon
- Cantate
- Concerto da camera
- Concerto da chiesa
- Concerto grosso
- Etude
- Dubbelfuga
- Fantasie
- Forma bipartita
- Fuga
- Imitatie
- Liedvorm
- Mazurka
- Menuet
- Mis
- Opera
- Oratorium
- Organum
- Passacaglia
- Pianokwartet
- Pianokwintet
- Pianotrio
- Prelude
- Rapsodie
- Requiem
- Ricercare
- Rondo
- Scherzo
- Soloconcerto
- Sonate
- Sonatevorm (hoofdvorm)
- Strijkkwartet
- Suite
- Symfonie
- Symfonisch gedicht
- Variatievorm
- Vrije vorm
- Wals
- Weens rondo

## Indiase muziek
- Alap
- Jhala
- Jor
- Gat
- Raga
- Sargam
- Tala

## Jazz
- Ballad
- Blues
- Boogiewoogie
- Bossanova
- Dixieland
- Rhythm-Change
- Swing

## Volksmuziek
Volksmuziek met een onregelmatig metrisch verloop (aksak)
- Bučimiš (15-delige maat)
- Četvorno (7-delige maat)
- Dajčovo (9-delige maat)
- Elenino horo (13-delige maat)
- Gankino (11-delige maat)
- Jove male mome (18-delige maat)
- Krivo Sadovsko Horo (13-delige maat)
- Lesnoto (7-delige maat)
- Pajduška (5-delige maat)
- Račenica (7-delige maat)
- Sedi donka (25-delige maat)